# Elephantis
Elephantis var en antik grekisk läkare och skribent.
Om Elephantis liv vet man nästan inget, och alla hennes verk har alla gått förlorade, men utifrån namnet kan det antas att det var en grekisk kvinna. Hon omnämns av Martialis och Suetonius som en författare av erotisk litteratur, men Plinius den äldre hänvisade till henne som en auktoritet inom naturmedicin, och nämner att hon inte höll med läkaren Lais i frågan om abortivmedel.